# Okagi Hayashi
Okagi Hayashi (ur. 2 września 1909 w Toki, w prefekturze Gifu, zm. 26 kwietnia 2025) – japońska superstulatka, bezpośrednio przed śmiercią 3. najstarsza żyjąca osoba na świecie i najstarsza żyjąca w Japonii.

## Życiorys
Okagi Hayashi urodziła się 2 września 1909 roku we wsi Tsumagi (obecnie Tsumagicho, miasto Toki), w prefekturze Gifu, w Japonii. Jej ojciec zajmował się handlem zboża. Po ukończeniu szkoły podstawowej rozpoczęła naukę w Liceum dla Dziewcząt w Nakatsu. W tym samym czasie, kiedy rozpoczęła szkołę, opuściła dom rodzinny i zamieszkała w internacie szkolnym.
W wieku dwudziestu kilku lat Hayashi wyszła za mąż za nauczyciela szkoły podstawowej. Jej mąż został adoptowany do rodziny Hayashi, więc nigdy nie zmieniła swojego nazwiska rodowego. Mieszkali wraz z mężem w prefekturze Hokkaido do narodzin ich pierwszego syna, a następnie wrócili do miasta Toki, gdzie Okagi przejęła rodzinny biznes handlu zboża. Para miała łącznie dziewięcioro dzieci. Od połowy życia Hayashi bardzo dbała o swoje zdrowie, codziennie rano wypijała własnoręcznie robiony sok z zielonych warzyw i owoców oraz ćwiczyła razem z mężem. Do ukończenia 80. roku życia cieszyła się wyjazdami do gorących źródeł oraz ogrodnictwem z przyjaciółkami ze szkolnych czasów. Hayashi uprawiała kaligrafię aż do 90 roku życia. Mieszkała z rodziną w swoim domu do 105. roku życia. W wieku 111 lat, wciąż miała ośmioro żyjących dzieci, 22 wnuków, 39 prawnuków i pięcioro praprawnuków. W wieku 112 lat wciąż potrafiła czytać gazety i lubiła grać w gry logiczne.

## Długowieczność
Po śmierci Tomiko Itooki (29 grudnia 2024), Okagi Hayashi stała się najstarszą żyjącą osobą w Japonii. Przed śmiercią, Okagi była także jedną z 3 ostatnich najstarszych żyjących osób urodzonych przed 1910 rokiem – tuż za Inah Canabarro Lucas i Ethel Caterham.